# Военнополева болница (сериал)
„Военнополева болница“ (на английски: M*A*S*H) е американски медицински сериал, от продуцента Лари Гелбарт и адаптиран по филма „Военнополева болница“ от 1970 г. (по романа „Военнополева болница: Роман за трима армейски лекари“ на Ричард Хукър). Излъчва се от 17 септември 1972 г. до 28 февруари 1983 г. Сюжета е комични и трагикомични ситуации с, които се сблъсква екип от лекари в полева болница в Южна Корея по време на Корейската война.